# 香港黎明行動
黎明行動，又稱「紀念日三罷」，發生於2019年11月11日，香港市民反對修訂逃犯條例集會及佔領街道運動。當中包括「三罷」（「罷工」、「罷課」及「罷市」）。當天示威者在全港多區堵塞多條主要道路，整日示威活動持續约17小時。
在西灣河太安樓對開，有大批示威者於西灣河的筲箕灣道及太安街交界，以垃圾及雜物設路障。交通警員向接近他的21歲示威者香港專業教育學院柴灣分校男學生周柏均開槍。事后，警方以周柏均及另一名19歲男青年胡子健均涉嫌企圖搶槍及非法集結罪为由，将仍在医院抢救的周柏均拘捕。
受香港局勢影響，恒生指數在當日最多跌近821點，最終下跌724點收市，跌幅創8月5日三罷行動以來最大。

## 背景
網上有人號召早上7時會發動「紀念日大三罷」，屆時18區再集合，各區各自行動，而目標只有一個，即「全城癱瘓，強制罷工」。「全港大三罷」當中包括罷工、罷課及罷市。網民還藉著中國大陸雙11「光棍節」，呼籲罷買淘寶。
網民呼籲癱瘓港鐵網絡和以下路段的交通：青山公路元朗段、屯門公路、吐露港公路、大埔公路－馬料水段、馬鞍山路、沙田正街、美田路、興芳路、德士古道、龍翔道、清水灣道、環保大道、長沙灣道、彌敦道、亞皆老街、紅磡海底隧道、夏慤道、遮打道、西區海底隧道、軒尼詩道、東區走廊、東區海底隧道、香港仔大道。

## 各區示威

### 上水
在上水，29歲仁濟醫院何式南小學教師楊博文在上水掃管埔路迴旋處響應行動駕車慢駛時被警員截停，楊博文腳踢警員腹部被控襲警罪，案件於2019年12月5日於粉嶺裁判法院提堂，被告被控當天在掃管埔路迴旋處襲擊正在執行職責的警務人員X。辯方申請押後案件，以索取控方文件。被告獲准繼續保釋，明年1月6日再審訊。另有學生在馬路慢行，在場戒備的警員被市民指罵，警員制服穿黑衣的市民，又高舉防暴槍，期間傳出槍聲。天橋上有市民眼部受傷，而在馬路上，有示威者用單車架設路障，路面交通受影響。到下午，示威者用鐵欄等堵塞在北區大會堂旁一段路，又舉起遮陣。警方以黑旗警告，隨即施放催淚彈。

### 屯門
早上6時許，屯門公路往九龍方向近青山公路一段，示威者以雜物架設路障，並將雜物點燃起火，交通受阻。期間一名駕駛電單車男子撞向人群並一度發生衝突，其後數名警員趕至現場並追捕示威者。7時許，示威者再堵塞屯門公路往九龍方向道路，並焚燒雜物。其後，警方在置樂花園拘捕一名男子。接近9時，一批示威者在輕鐵屯門站阻礙車門關閉，又與乘客對罵，另有人在市中心站附近走落路軌，又將雜物放到路軌上。輕鐵多條路線改道或停駛。
西鐵綫屯門站至元朗站多個車站服務先後暫停，到9時半之後，西鐵綫只維持紅磡站來往錦上路站服務。
10時許，多名示威者以快閃形式在屯門市中心巴士總站架設路障，堵塞往九龍方向一帶的道路，其中有示威者登上一輛九巴並解開巴士手掣，之後多名示威者合力將該輛九巴推至路中心。

### 粉嶺
早上6時許，在粉嶺站附近有示威者從高處向東鐵綫列車投擲雜物，一列南行及一列北行綫的載客列車擋風玻璃受損，其中一列被長條狀硬物插中。車務控制中心安排該列車回廠檢查，車上乘客需轉乘下一班車。港鐵表示因持續有示威者向路軌範圍投擲物品，東鐵綫火炭站至羅湖站及落馬洲站服務暫停。港鐵派出接駁巴士接載受影響乘客。

### 沙田

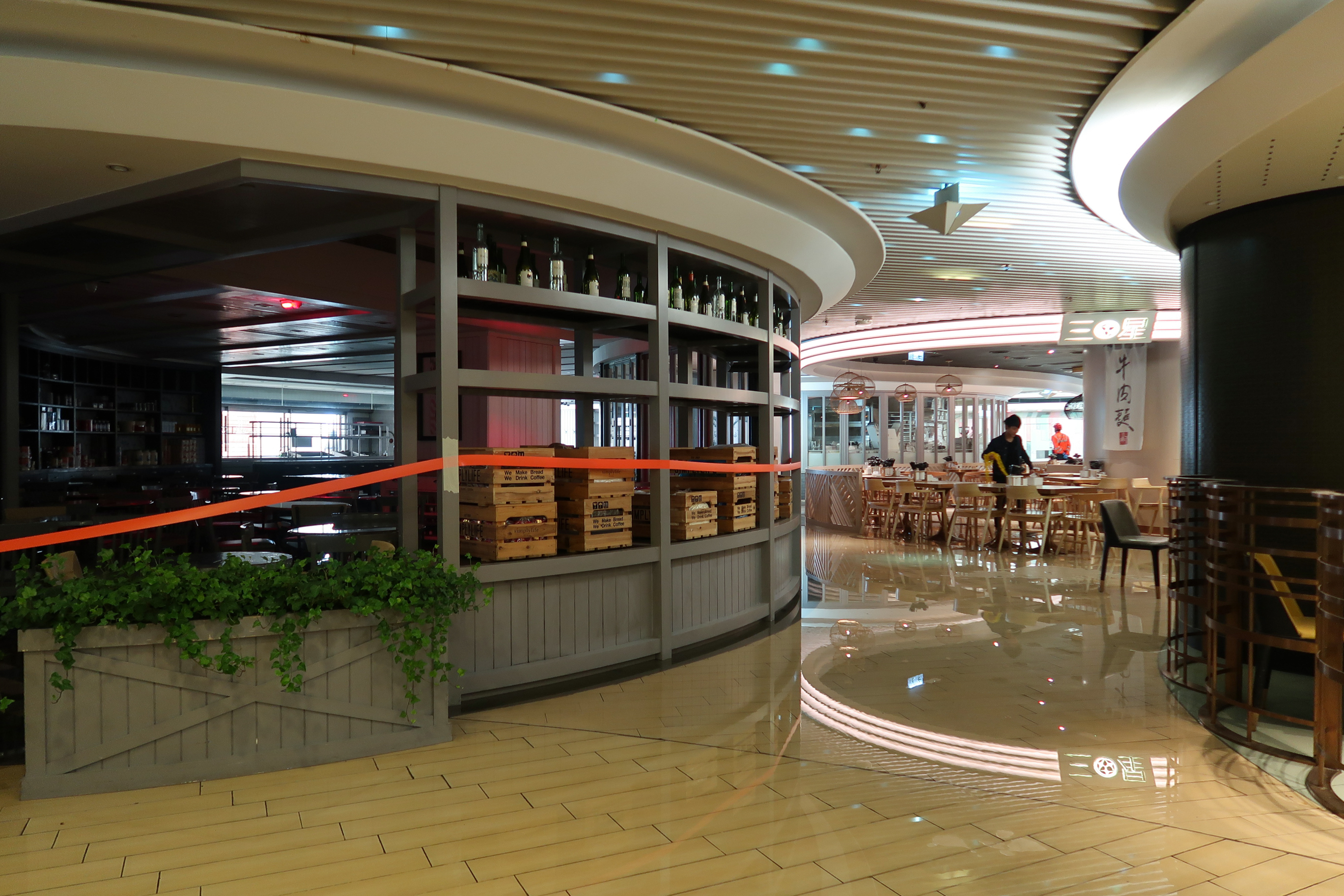
新城市廣場美心旗下的simplylife被人開啟消防灑水，店內外不少地方水浸

早上6時許，東鐵綫沙田至火炭站之間路軌發現外來物。早上10時，港鐵因應沙田站有突發情況，東鐵綫列車只維持紅磡站至火炭站服務，不停沙田站。至早上10時後，一批示威者到沙田担杆莆街及沙田市中心巴士總站，搬出站牌等雜物堵路。之後轉到港鐵沙田站客務中心破壞後，再轉往沙田正街，防暴警察到場施放催淚彈驅趕。而新城市廣場內，美心旗下的simplylife被人開啟消防灑水，店內不少地方水浸。。
早上7時許，有示威者於大老山隧道收費廣場堵路，在往九龍方向出入口以雜物築起路障並點火，接著破壞收費廣場的閉路電視，消防約在8時40分到場將火救熄。運輸署宣布大老山隧道往九龍方向全線封閉。車龍一度延伸至馬鞍山繞道近欣安邨，至9時44分全線解封。

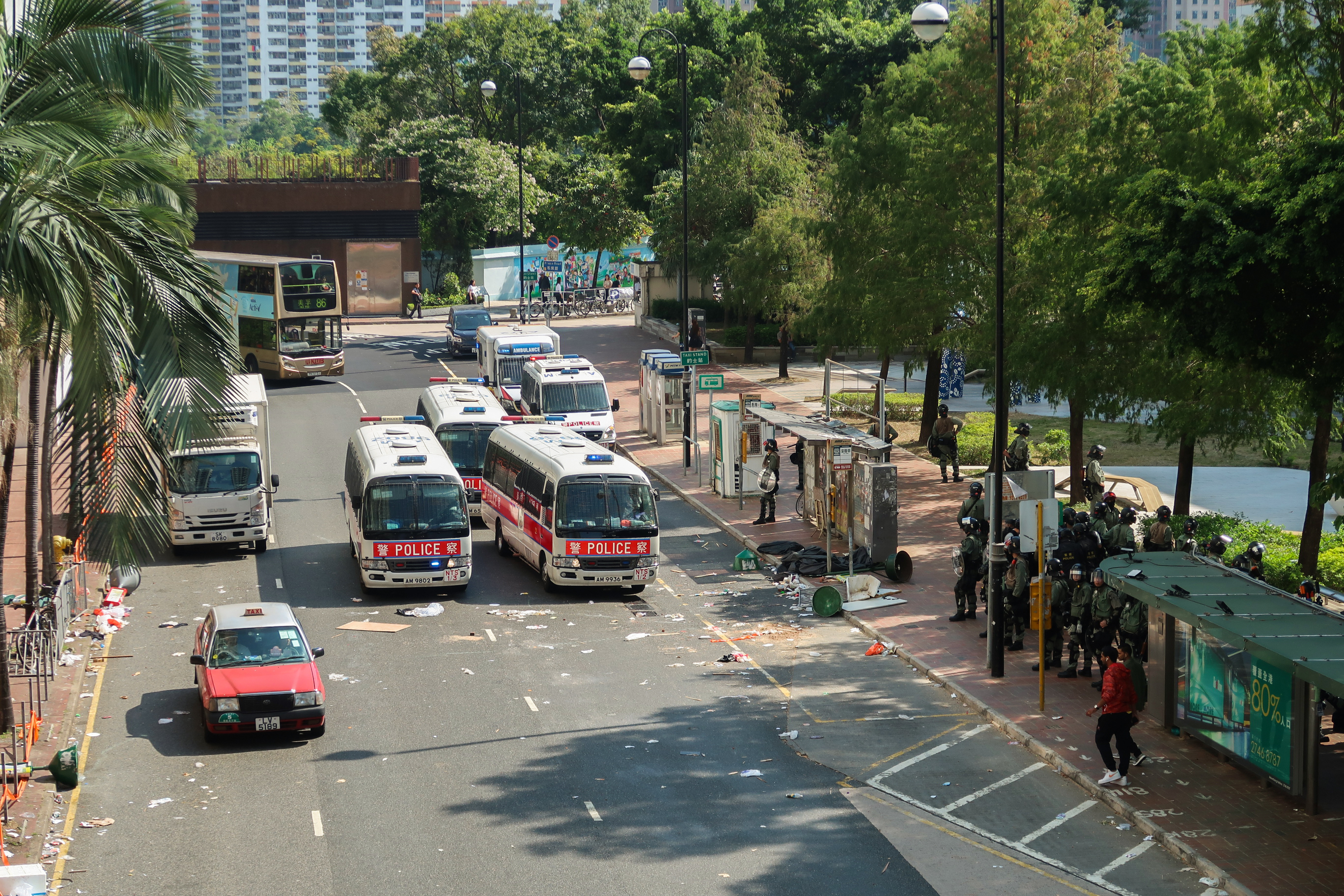
中午時分，沙田市中心有大批警車和防暴警員戒備
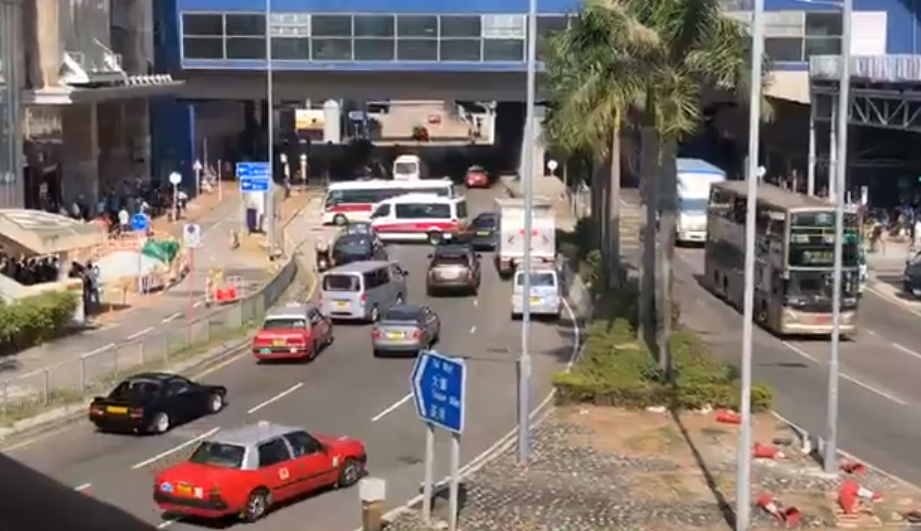
警方在美田路設路障
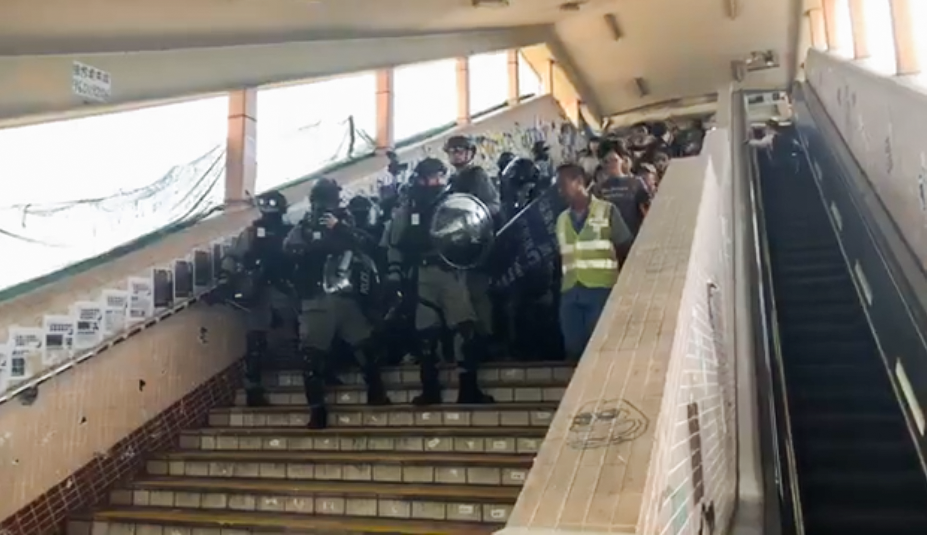
大批防暴警員佔據大圍八爪魚天橋
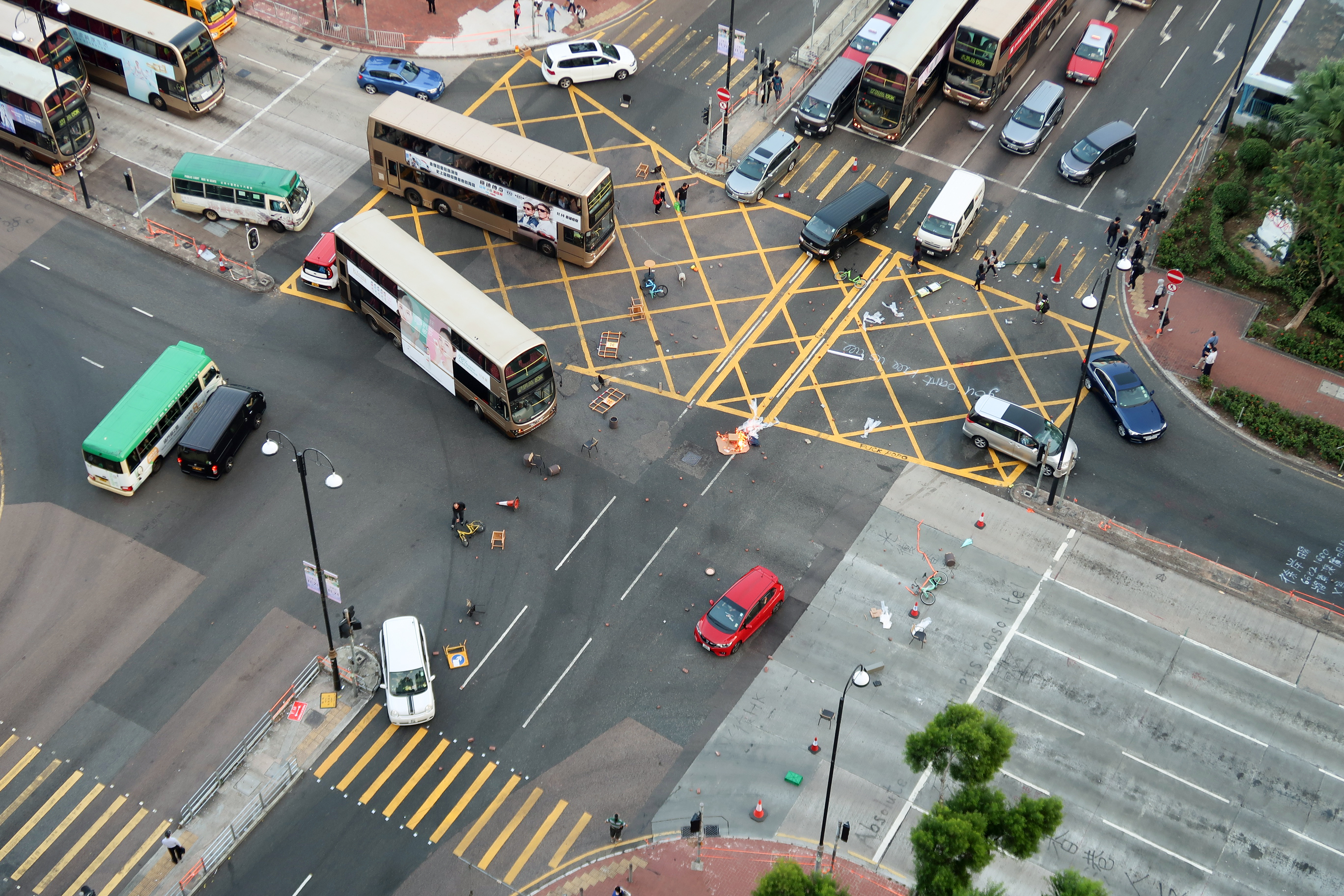
下午，示威者到源禾路十字路口設路障和焚燒雜物

### 西灣河

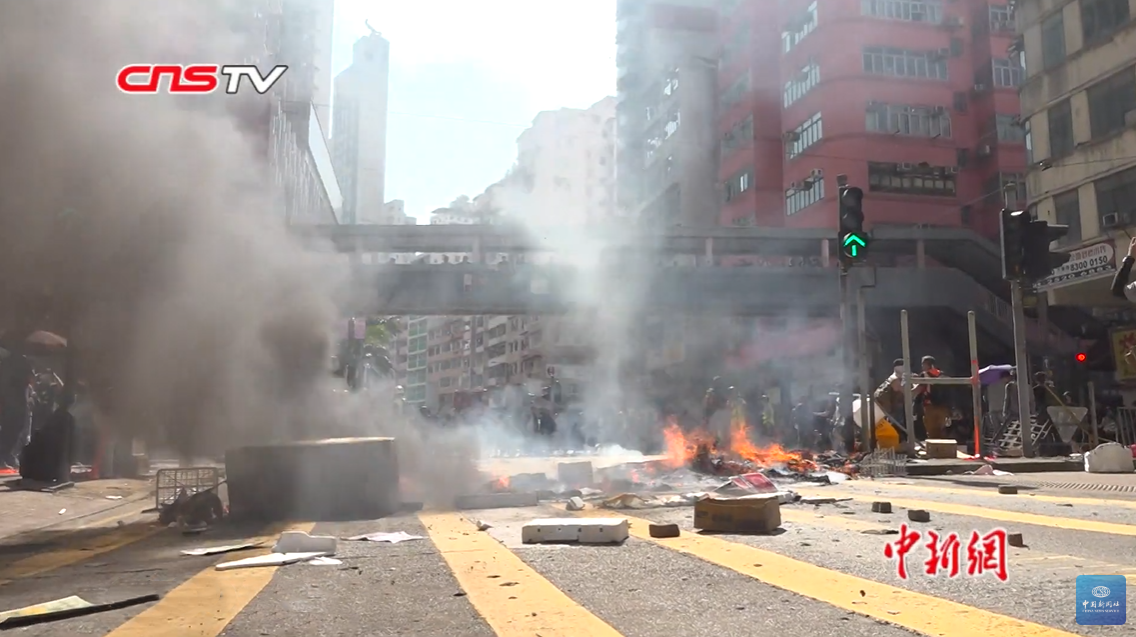
示威者於西灣河筲箕灣道及太安街交界，以垃圾及雜物設路障和燒雜物

在香港島西灣河太安樓對開，有大批示威者於西灣河的筲箕灣道及太安街交界，以垃圾及雜物設路障。交通警員趕至，人群散開，期間有一名穿白色外套、戴口罩的青年從人群走出，并向警員叫罵，該名青年曾舉起雙手顯示未持有任何武器（警方事后称该名男子想「搶槍」），交通警員拔出手槍指向穿白色外衣青年的胸口，再用手拉扯這名青年，之後兩人發生糾纏，此時包括周柏均在内的两名黑衣蒙面男子朝兩人糾纏的方向走近，周柏均曾向警員的槍支方向伸手疑搶槍但未有觸及，警員隨即向其右邊胸腹位置開一槍，周中槍倒地，之後黑衣蒙面男青年胡子健走近該交通警員，同一交通警員再向其連開兩槍。穿白色外套的青年則在混亂中逃脫。及後一名警員到場增援，協助制服兩名倒地的黑衣青年。開槍的警員繼續持槍戒備，另一警員則拔出警棍，期間有街坊向警察大罵，持槍警員一度將手槍指向街坊。周在期间曾自行爬起，但一度疑似失去意識，有警員把他的上半身拉起，又將他的身體搖晃幾下，之後又讓他躺下，周在送上救護車時一度站起來嘗試逃跑，但很快周便被警員再次制服，再被送上救護車送院。。案發地面留有大片血跡，警方之後封鎖西灣河太安樓一帶的道路，有過百名街坊及早上上班的民眾不滿警方開槍，在現場指罵警員，又稱警方是「殺人犯」，而警員則還口指罵市民。之後一批防暴警察增援，並走上在筲箕灣道與海寧街交界的行人路，向在場市民噴射胡椒噴劑，不少市民包括多名長者被胡椒噴劑射中，並有至少兩人被捕。周柏均被控企圖搶槍及非法集結罪，胡子健則涉嫌非法集結、企圖搶槍、協助罪犯及藏有工具可作非法用途被捕。
到中午12時，防暴警員在大石街與成安街交界追截市民，更衝入附近的聖十字架堂內，以警棍擊打兩名市民的手腳並將其制服，合共5人被拘捕。兩名分別21和26歲男子被控非法集結，使用蒙面物品和管有適合作非法用途的攻擊性武器或工具。事後聖堂公開閉路電視片段，顯示當時曾經有女教友嘗試阻止防暴警察進入，但防暴警察未有理會，並隨即制服5名年輕人。片段更顯示其中一名青年被制服後，一名警員將一支疑似鎚仔的物件放進青年背囊中。聖堂就不愉快事件道歉，並再次譴責警隊在過程中使用不恰當和過份武力。

### 東涌
早上7時許，一批示威者在東涌堵塞道路。在東涌站對出，一批示威者在場擊打警車，有警員在馬路驅趕示威者。在執法行動中，有警務人員曾拔出配槍及擎槍。

### 紅磡
早上7時半，大批示威者在香港理工大學附近以磚塊、垃圾桶、路牌等設路障，同時破壞校園設施，亦有示威者在紅磡站往理工大學天橋上投擲椅子到紅隧收費廣場堵塞交通，一度佔據3條行車線。示威者其後經天橋進入理大，防暴警員在天橋拘捕示威者，示威者在理大向天橋投擲汽油彈及雜物，警員在校園範圍內以警棍無差別攻擊理大員生及途人，更在校園內發射多發催淚彈及布袋彈；當中更有催淚彈頭擊傷該校學生校董，及後經該校保安治理後已無大礙。警員在行動期間多次指罵學生為「曱甴」，其行為及言語亦極具挑釁性；及在衝入校園範圍後使用警棍毆打學生。有示威者中布袋彈受傷，由現場急救員治理。學生校董李傲然在李嘉誠樓外嘗試與警員理論，期間警員情緒激動，指理大校園為「刑事現場」。
示威者和學生其後一度四散，其後防暴警員退回往紅磡站天橋位置。
下午1時許，校園內有人投擲燃燒彈，理大通往紅磡站天橋位置大批雜物被燃燒。
理大學生會在Facebook發聲明，譴責警方破壞校園安寧。理大校方對校園內的衝突事件表示極度遺憾，對於警方早上因追截堵路者而進入理大校園，而示威者其後於校園內大肆破壞及縱火，校方強烈譴責有關暴力行為。時任警察公共關係科高級警司江永祥在警方例行記者會指「任何一間大學裏面都不是罪犯的避風塘」，警方有職責處理違法行為。

### 葵芳
早上7時，約50名示威者在葵芳站D出口組成人鏈，呼籲市民參與三罷行動，期間有一名中年男子被指毆打學生，與在場示威者發生衝突。
早上約8時，有示威者在新都會廣場對出馬路以雜物築成路障，期間有示威者與交通警察發生口角。有一名交通警察駕駛電單車衝前，多次衝向示威人群（其中一次撞向示威人群），導致兩名示威者受傷。現場消息稱被撞者右腳扭傷，後腦與右額近太陽穴位置紅腫，失去意識約15分鐘。警察公共關係科總警司謝振中指此事事態嚴重，高度關注，涉事警員已暫停一切前綫工作，並即時休假，案件交由新界總區進行調查。謝指當時在葵芳有一名警員被示威者用「不明的化學物品」噴中面部，短暫失去視力，另一名警員上前支援，駕駛電單車在示威者之間「穿插」，期間被示威者襲擊。民權監察王浩然指出警員做法不合規，形容做法危險，對駕車的警員和所有人也非常危險。
早上8時許，葵芳站一列列車(A241/A238) 疑被人在車內投擲汽油彈，車廂內火光熊熊，濃煙密佈，港鐵表示列車的緊急逃生門被人打開。葵芳站隨後關閉，列車不停該站。
早上9時許，葵涌警署遭縱火，懷疑有人向警署投擲汽油彈及雜物，警署內一警車起火，冒出濃煙，有警員隨即以滅火筒將火救熄。

### 黃大仙
上午7時許，黃大仙龍翔道有「人肉擋路」。其後有示威者在路面放置磚頭以阻塞交通，龍翔道交通一度暫停。上午約7時40分，示威者在天橋上投擲雜物。警方一度舉黑旗及噴射胡椒噴劑，並制服約10人，至少一人被捕。11時許，黃大仙中心對出一名中年婦女疑拍攝示威者相片，被在場示威者包圍，中年婦女倒地，聲稱心口痛，並要求在場人士召喚救護車。

### 深水埗
在英華書院，一名中二學生，昨早在校門外用擴音器播放《願榮光歸香港》時，突遭防暴警按在地上拘捕。有學生形容「佢乜都冇做過，就咁喺度播《榮光》，就俾人拉咗」（他甚麼都沒有做，就只是在播放《榮光》，就被拘捕了。）。

### 將軍澳

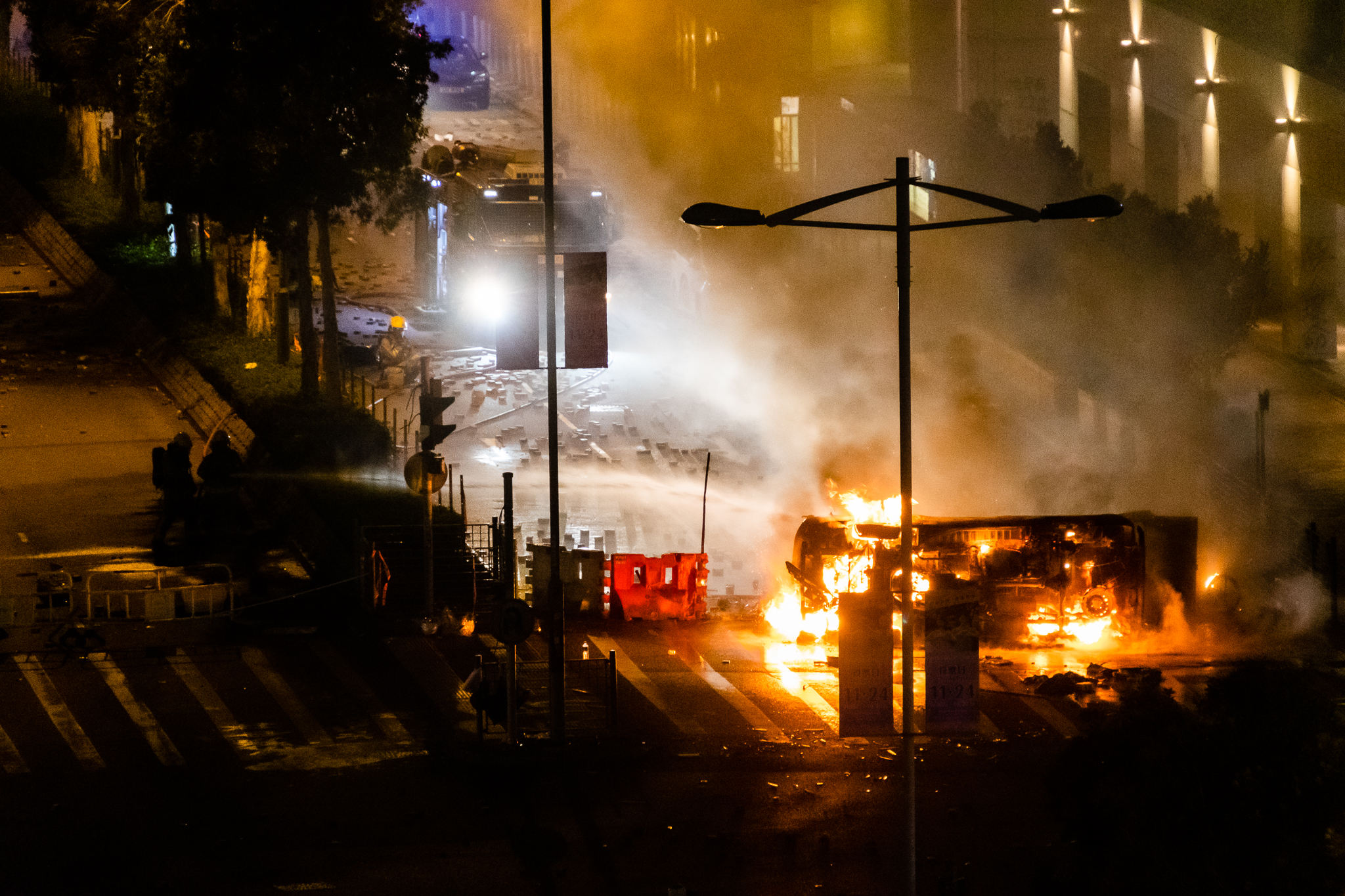
晚上9時許，唐明街一輛汽車被推倒並起火，火勢焚燒至少有10分鐘

自早上10時起，示威者在唐明街迴旋處、將軍澳運動場對開和將軍澳站設置路障，期間有市民移開路障時，與在場人士發生爭執。防暴警察在尚德邨停車場施放多枚催淚彈驅散人群，另外，三名防暴警察向尚德街市內的市民噴射胡椒噴霧，有一名女士被胡椒噴霧射中。
至早上11時，防暴警察進入廣明苑廣昌閣搜查，期間居民不得進入大廈，防暴警察於廣昌閣內拘捕一名男子。區議員黎銘澤和呂文光到場與警方交涉，防暴警察在廣明苑近距離向區議員及監察人員使用胡椒球槍。部分廣明苑居民對無法進入屋苑向警方表示不滿，被警方以胡椒噴霧直接噴向面部。
晚上9時許，唐明街一輛汽車被推倒並起火，火勢焚燒至少有10分鐘。現場消息指，該客貨車司機撞向人群，而司機下車拆除路障期間更以單車扔向一名女途人，司機乘亂逃走而車匙留在現場，該車其後被推倒及焚毀。

### 旺角

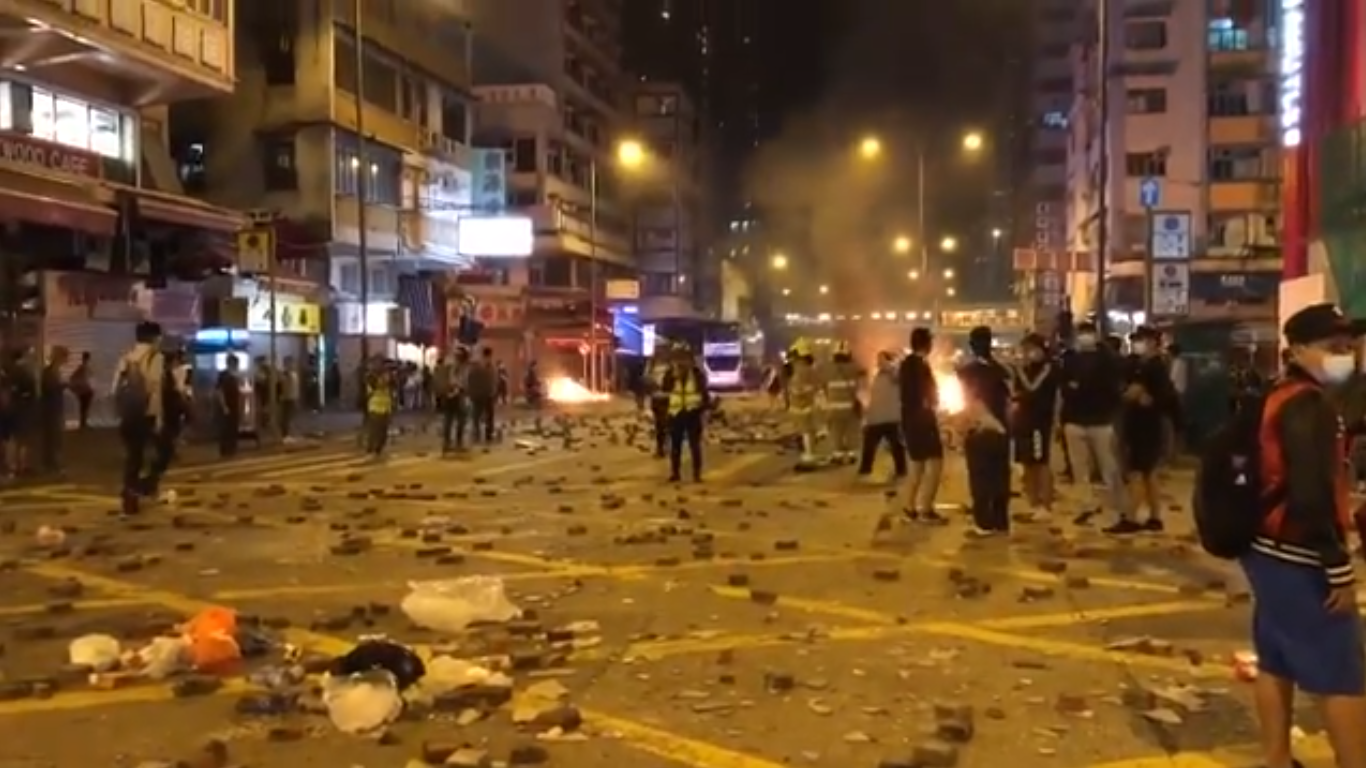
旺角街头如战场一般。示威者将杂物点燃，消防队员到场，准备灭火。

早上10時許，示威者於旺角彌敦道一帶以雜物堵路，期間一位女士因推開示威者的路障與示威者發生口角，其後有人向她面部噴黑漆。
下午4時許，警方在旺角出動水炮車驅散馬路上的示威者，其後十多名被警員稱呼為「義工」、穿着背面有食環署字樣黃色背心、戴上口罩的人，協助清理路障。
晚上，示威者繼續在彌敦道、亞皆老街一帶堵路。警方在彌敦道近恒生銀行、亞皆老街近砵蘭街交界施放催淚彈。10時許，警方在彌敦道近雅蘭中心多次發射水炮。楊學志在途徑旺角彌敦道時被示威者襲擊。11時許，示威者破壞旺角砵蘭街的一家翠華餐廳，玻璃散落一地，其後扯開門框進內破壞桌椅及閉路電視等。太興燒味餐廳和中國銀行分行也遭破壞。
太子一間藥房的貨品被水炮射濕，引起疑似藥房職員不滿，以藥房貨品擲向水炮車，之後多名防暴警員到場制服該男子，又以胡椒球槍向不足一米距離的男子正面發射。
《城市廣播》於當日8時許拍攝到水炮車曾經在彌敦道和亞皆老街交界的恒生銀行分行外停留，及後突然向記者發射水炮，而當時行人路上未見有示威者。

### 馬鞍山
當天早上有大批示威者破壞馬鞍山站設施，並於恆安站隧道大堂縱火，以及石門站附近往大水坑站方向有雜物，大水坑站、恆安站、馬鞍山站以及烏溪沙站臨時關閉，馬鞍山綫大圍站來往石門站6分鐘一班，石門站來往烏溪沙站列車服務暫停，港鐵安排接駁巴士來往石門站至烏溪沙站，中途不停恆安站。
中午，一名57岁姓李男子企圖阻止示威者破壞港鐵站設施，並與示威者發生肢體衝突，後在馬鞍山廣場連接馬鞍山公園的行人天橋上與示威者發生言語衝突，最後有人突然走前向李淋潑易燃液體並點燃 。李嚴重燒傷。

### 中環
中午時分，有大批市民在中環畢打街行人路上聚集，防暴警在中環站外戒備，期間截查多名途人，有警員出手扯去途人口罩，截查期間有部分市民大叫「殺人犯」。近千人其後步出馬路，當中不少是穿西裝上班族，他們打開雨傘列陣，防暴警舉黑旗及橙旗示警，並發射催淚彈驅散。德輔道中有巴士被噴上「我以死者之名，懇求你罷工」字句。下午2時，畢打街、干諾道中至怡和大廈一帶仍有示威者聚集。其後示威者破壞多間商店，部份示威者轉至中環康樂廣場一帶架設路障。下午3時許，有示威者在域多利皇后街、德輔道中近恒生銀行總行大廈等多處架設路障。

### 薄扶林
在港鐵香港大學站外的薄扶林道，有幾名身穿黑衣的示威者，將路牌等雜物拋出馬路，行車受到影響。另外，港大校園電視表示，防暴警察在早上9時許走入港大校園範圍，並在周亦卿樓對出迴旋處往黃克競樓方向推進，期間一度向黃克競樓平台舉槍。
於翌日，港大理學院院長了解情況後表明警方不能在未知會下進入校園。

### 其他地區
大批市民在港鐵觀塘站A出口與警員對峙，期間有市民路過，希望經由出口前往地鐵站不果，有人指罵警員。觀塘站較早前有最少2人被捕，有警員增援，有警員手持長槍。而在附近亦有示威者堵路，藝人楊明其後幫忙清理示威路堵路的雜物，使道路可以通行。
在元朗大馬路，早上7時前已經有示威者聚集，正當示威者企圖走出馬路時，突然有防暴警員衝出將其拘捕帶走。
在西環的德輔道西及山道交界，多名示威者以回收箱、膠水馬等雜物築成路障。
在藍田啟田商場外，有人挖起磚頭拋出路面及用欄杆等雜物堵路，又破壞附近一間中資銀行，銀行玻璃窗碎裂，鐵閘被人塗污。
在柴灣環翠商場對出馬路，有人放置垃圾桶及鐵馬等雜物堵路，有車輛須調頭駛離。晚上，有示威者在柴灣街市對出焚燒路障，及至晚上7時及晚上11時，警方在柴灣道柴灣市政大廈附近施放兩輪催淚彈。
銅鑼灣晚上有人群聚集，在軒尼詩道，防暴警察至少施放5枚催淚彈。防暴警察一度衝前，制服一名男子，向他面部噴胡椒噴霧，多次揮警棍毆打他，不夠一分鐘後，將他放走。警員又截查多人，將部分人帶上警車。
晚上7時許，大批示威者在大埔太和路一帶聚集，期間將雜物搬到太和路及南運路交界，並且縱火焚燒，現場一度火勢猛烈，形成十多米的火路橫擋多條行車線。消防趕至開喉灌救，迅速將火勢救熄。一批穿着全副裝備的防暴警其後到場戒備。
約晚上9時，天水圍天耀路、天湖路一帶有示威者焚燒雜物堵路，並破壞輕鐵站設施及廣告牌，路邊一個電箱亦懷疑被縱火焚燒，傳出爆炸聲。示威者及後轉往嘉湖銀座商場，大肆破壞優品360等多間中資店舖。

## 後續及各界回应

### 警方拘捕及驅散行動
警方公佈，11月11日共拘捕287人，包括206男81女，年齡介乎12至82歲，涉嫌非法集結，藏有攻擊性武器、刑事毀壞、襲警、使用蒙面物品等等。其中，有190名學生被捕，佔整體被捕人數近三分二。警方共發射了催淚彈255發、橡膠子彈204發、布袋彈45發、海綿彈96發。行動中共11名警員受傷。

### 譴責示威者
行政長官林鄭月娥稱该事件「令人髮指」，示威者燒人的行為将令市民擔心日後出行安全及言論自由。立法会议员陈克勤在脸书粉丝专页上称烧人者“灭绝人性”。立法会议员毛孟静在脸书粉丝页上称燒人者的行为完全无法接受，极为错误、十分野蛮。“光头警长”劉澤基在微博上怒斥燒人者。
國務院港澳事務辦公室新聞發言人對有人在光天化日下於馬鞍山火燒市民予以最強烈譴責，指該等行徑「駭人聽聞、滅絕人性」，是「對法律、道德和人類文明底線的嚴重踐踏」，要求盡快緝捕疑犯，依法懲處。
《环球时报》称示威者“正在香港制造文明社会里前所未有的政治恐怖”，并支持“对越来越猖狂的暴徒施以坚决的打击”。

### 譴責警方
公民黨立法會議員陳淑莊嚴正要求，西灣河開槍事件的涉事警員應即時停職，查明後須接受紀律處分，如涉違法行為更要從速檢控。她認為，當日的悲劇明顯是高層過去5個月的縱容包庇，導致警暴失控、走向不可挽回的局面，此聲明是要與前線割席，呼籲政府即時成立獨立調查委員會，全面重組警隊，追究5個月來的警暴問題。
西灣河之中槍男子是筲箕灣慈幼英文學校畢業生，慈幼會發聲明，以「譴責過份及殺傷暴力」為題，批評警方連月來以過分殺傷暴力及使用殺傷武器，不分青紅皂白驅趕市民，他們對此表示擔憂。他們亦譴責警方使用過份殺傷暴力及漠視生命，要求政府盡速成立獨立調查委員會
第 26 次民間記者會就警方武力執法行為作出回應。發言人表示，在西灣河的示威者手無寸鐵，在場的交通警員卻在生命無受威脅的情況下發射實彈，行為屬「蓄意殺人」。發言人呼籲民眾感憤慨之餘須保持冷靜，不要「妄自菲薄」，為日後的抗爭多出一分力。
丘品新聞，為西灣河開槍事件片段拍攝者，在FACEBOOK專頁，發佈其公開澄清聲明。丘品新聞批評警方，在沒有授權的情況下，在警方記者會上公開有關影片的片段。此外，警方在記者會上播放的片段為刪減版，丘品新聞認為影響事實的準確性，未能讓市民真正了解在西灣河所發生的事件始末。

### 法庭提堂 (不包括西灣河開槍事件)

#### 西灣河聖十字架教堂案
兩名分別21和26歲男子在西灣河入聖十字架教堂內被警員制服，之後被控非法集結，使用蒙面物品和管有適合作非法用途的攻擊性武器或工具。到2020年11月24日，東區裁判法院裁判官黃雅茵指2名警員供詞供出現明顯誤差和重大遺漏，包括槌子相差逾12.5厘米，庭上證供指案發現場有 50 多名黑衣人，不過回家撰寫的證人供詞案發後只有20多人。而警員的視線未能全程跟著目標男子，裁定警員供詞不可信不可靠，拒絕接納。裁定2人罪名全部不成立。

#### 少年藏雷射筆罪脫入稟索償
一名17歲少年被控在旺角管有雷射筆，在2021年裁定一項管有工具作非法用途罪名不成立。其後他在同年12月入稟區域法院向律政司索償52萬，指案件主管未有提供兩份警員口供，令他蒙受損失。到2022年4月，律政司入稟要求法庭將案件剔除，同時要求延期遞交抗辯理由，案件在6月6日於區域法院提訊。

#### 其他案件
- 1名17歲男生被指在筲箕灣愛秩序灣遊樂場公廁外，藏有燒烤鉗、索帶等物品，2021 年被裁定「管有適合作非法用途的工具並意圖作非‍法用途使用」罪成，被判入更生中心。男生不服定罪向高院提上訴。到2022年9月30日，法官李運騰頒下判詞，指基於早前終審法院就「索帶案」的裁決下，上訴人能夠脫罪純屬僥倖，「只因控方當初所選擇的控罪不適當而已」，並撤銷定罪。[78]
- 1名20歲羅姓學生於柴灣被警方查獲管有膠索帶及雷射筆等物品；被控一項管有物品意圖摧毀或損壞財產罪，被告認罪，2020年9月4日在東區裁判法院判18個月感化令。[79]

- 28歲咖啡店副經理被控在中環德輔道中與畢打街交界參與非法集結，他早前否認控罪。到2021年9月17日，東區裁判法院裁判官黃雅茵聽取結案陳詞後，即日下午裁定被告罪名不成立。裁判官指出警員供詞稱被告裝束與辯方呈堂相片有差異，無法確定被告是否有指罵警員。被告獲悉結果後向裁判官深鞠躬，他對案件糾纏近兩年表示終沉冤得雪。同時透露為免父母擔心，一直隱瞞自己被檢控。[80]
- 兩名分別19歲及20歲的學生，在沙田獅子山隧道公路與大涌橋路及車公廟路交界破壞交通燈，被控非法集結和刑事損壞等罪名。2人否認控罪。到2021年10月5日，沙田裁判法院裁判官崔美霞裁定19歲男學生背包內有手套及護膝等非常用裝備，加上警員稱視線沒有離開過被告下，因而裁定罪成。20歲女學生因兩名警員證供有關鍵性分歧，罪名不成立，但拒絕批准訟費。[81]而19歲男學生最後被判監禁4個月，被告申請訟費亦不獲裁判官批准。[82]
- 一名30歲廚師被控當日在西灣河筲箕灣道與海寧街交界將一個鐵罐拋出馬路，被控在公眾地方造成阻礙罪。到2020年裁判官鄭紀航裁定罪成，判囚55天。被告之後向高等法院申請上訴，並獲准保釋。不過到2022年4月21日，高等法院駁回其定罪及判刑上訴，並批評上訴一方「雞蛋裡挑骨頭」，又指裁判官沒有犯下任何錯誤，判因亦屬寬大處理。上訴人須即時服刑。[83]
- 三名25歲至36歲被告，被控在旺角花園街參與非法集結，事隔近兩年半被落案起訴。其中35歲被告另被控一項管有物品意圖損壞財產罪，2022年5月4日於九龍城裁判法院首次提堂，案件押後至2022年7月5日再訊，期間所有被告獲准保釋。[84]其中2人經審訊後獲判無罪，餘下一名36歲男司機罪成，還押至12月16日在九龍城裁判法院裁決。裁判官莫子聰指被告被搜出可組合成燃燒彈的原料。並反對辯方指被告在 2020 年重新展開全職工作不等於已展開更生計劃，考慮到他經審訊後定罪，沒有半點悔意，背景報告亦顯示他表明會上訴，反問「咁樣係乜嘢悔意呢？」。裁判官強調即使社會氣氛漸趨平靜，也不能鬆懈。法官更指出即使社會氣氛漸趨平靜，也不能鬆懈。最後被判囚一年，他申請保釋等候上訴遭拒。[85]他就定罪提上訴，經聆訊後被高院以相關分歧非關鍵，而原審對男司機證供的分析合理而駁回，需繼續服刑。[86]

- 1名毅進女畢業生於2019年11月11日在青山公路元朗段39號金豐大廈外一帶參與堵路，被控參與非法集結罪。經審訊後，屯門裁判法院裁判官施祖堯於2022年5月24日裁定被告罪成，押後至6月7日判刑，期間為被告索取背景報告，候判期間被告須還押。[87]2022年6月7日，裁判官施祖堯不接納被告聲稱受人煽動參與集結，認為被告明顯有備而來，而非一時衝動，不是有真誠悔意，最後被判監禁4個月2星期。

- 一名項目經理於2019年11月10日晚上旺角衝突中，遭搜出身懷白電油，被控藏有物品意圖毀壞財產罪。2020年在九龍城裁判法院受審後，被裁罪成，判監9星期。但不服定罪，早前向高院原訟庭上訴。法官陳慶偉於2022年5月31日頒下判詞，駁回其上訴維持原判，下令他須即時服刑。[88]

- 1對同是27歲情侶，於2019年11月11日在天水圍輕鐵翠湖站參與非法集結。被控非法集結罪，2人否認控罪，經審訊後裁定罪名成立。2021年12月15日在屯門裁判法院由裁判官施祖堯判刑。辯方為兩名被告呈上多封求情信，指男被告自小品格良好、正直可靠，與家人關係良好，而且積極參與社會服務，曾是民安隊隊員。至於女被告則自小品學兼優，在DSE考獲6科合共33分的佳績，大學畢業後有穩定工作，是家庭經濟支柱。涉案非法集結規模小，僅不足10人，亦沒證據證明兩名被告具領導角色，案中亦沒財物損失或人命傷亡。此外，兩被告與警方之間沒對峙或發生肢體衝突，案情相對輕微。兩被告已反省並有悔意，明白暴力不可解決社會問題，不應再以違法手段表達意見，希望服刑後可繼續貢獻社會。辯方稱明白無可避免會判監，但冀法庭可判處較短刑期。

但施祖堯判決指，兩被告均背景良好，當日參與非法集結的人數少，沒證據證明兩人具領導角色。惟案發時是反修例運動高峰時期，當日有人發動「大三罷」，兩被告與其他人涉用雜物堵路，對公眾造成不便及風險；再加上兩人當時蒙面，更增加引發暴力的風險。早前審訊時，辯方爭議男被告招認的自願性，稱警員亦沒在現場拘捕及警誡他；他被帶返警署後，因被警員威嚇，加上急於與女友見面，才在招認供詞上簽署。惟施官不接納說法，認為男被告作為成年人，不可能因急於見女友而輕視補錄供詞。因此，施官接納警員所指，男被告在警誡下自願招認參與堵路，並沒受到威嚇。雖然警員只是推測兩名被告是堵路黑衣人的同夥，亦不能確認他們被截停前做了什麼，但男被告招認曾參與堵路，加上兩人的裝束、背囊內物品及逃跑路線等環境證據，足以證明他們曾在現場與其他黑衣人共同犯案，因此裁定罪名成立。由於案情嚴重，須判處具阻嚇性刑罰，最終判2名被告各監禁3個月。
- 2女1男於2019年11月11日，在亞皆老街、塘尾道、詩歌舞街一帶，連同其他身份不詳的人集結在一起及損壞屬於路政署的交通燈。被控非法集結及刑事損壞罪，2022年5月11日在九龍城裁判法院首次提堂，裁判官應辯方要求，將案押後至7月6日再訊，待辯方索取文件。各被告准以1萬港元保釋候訊，並須遵守每週到警署報到等條件。[90]其後男被告承認控罪，同年8月3日九龍城裁判法院裁判官梁雅忻判刑；梁雅忻指，相關片段及案情顯示，當日有許多黑衣蒙面人士作出破壞行為，包括將欄杆拆除、把垃圾置於馬路等，環境惡劣並且構成危險，當時尚有車輛經過，市民亦無法前往目的地，氣氛緊張。被告對在場附近的警員視若無睹，光天化日下爬上燈柱破壞3盞信號燈，即使他未至於擔當領導角色，但仍有積極參與其中。相關片段及案情顯示，當日有許多黑衣蒙面人士作出破壞行為，包括將欄杆拆除、把垃圾放置於馬路等，環境惡劣並構成危險，當時仍有車輛經過，市民亦無法前往目的地，氣氛緊張。雖然沒有證據顯示被告曾對抗警員，但案發地點位於交通重要位置，交通燈經破壞後無法運作，一段時間仍未能修復，導致市民要冒著危險過路。法庭亦需要公開譴責非法集結的罪行以保護公眾，就本案而言，縱使被告未及領導角色，但在場並非只是鼓舞他人，更屬積極參與。最終判男技工入獄8個月，另外向路政署賠償維修費28000元。[91][92]而2名女被告，同年9月26日承認非法集結罪。署理主任裁判官黃雅茵把案件押後至10月14日判刑，以待為2人索取背景報告，期間她們須還押候判。[93]到判刑當日，署理主任裁判官黃雅茵接納二人在集結中並無親身參與破壞行為，考慮到她們事發至今努力更生，而控方事隔兩年多才作檢控會對其人生造成影響，酌情扣減刑期後，分別判處監禁6個月及3個月。[94]

- 1名當時僅14歲的學生，被控於2019年11月11日，在深水埗醫局街119號一帶，保管或控制一支鐵筆和一罐噴漆，意圖在無合法辯解的情況下使用或導致他人使用或准許他人使用該等物品以損壞屬於另一人的財產。被控管有物品意圖損壞財產罪，2022年4月19日於九龍城裁判法院提堂，辯方因應被告考慮答辯意向要求押後獲裁判官批准，告以10,000元批准保釋，並須交出旅遊證件、不得離港及居住在報稱地址。案件押後至6月14日再訊。[95]6月14日第二次提堂，辯方以被告因剛聘請律師，需時諮詢法律意見，要求押後獲准，被告獲准以原有條件保釋。案件押後至8月9日再訊。[96]8月9日第三次提堂，辯方需時索取法律意見要求押後獲署理主任裁判官黃雅茵批准，被告獲准以原有條件保釋。案件押後至9月29日再訊。[97]2022年10月7日，辯方透露被告曾赴加拿大讀書，其後因不適應當地生活而回港，2022年4月再計劃到馬來西亞升學時在機場再次被捕，強調並非潛逃。不過裁判官指被告有30厘米鐵筆，認為案情嚴重，將案件押後至10月20日判刑，期間被告須還押以待索取更生、教導及勞教中心報告。[98]最後在九龍城裁判法院署理主任裁判官黃雅茵指被告抗壓能力和情緒控制較差，須接受有規律和紀律性訓練，令他重回正軌，因而被判入更生中心。[99]

- 1名35歲男子涉在柴灣道匯豐銀行外指罵警員「死黑警」、「成世執垃圾」，被裁定在公眾地方作出喧嘩行為罪成，判處監禁6個月。男子不服定罪提上訴，到2022年9月2日，高等法院法官陳慶偉頒下判詞指，呈堂片段顯示警員沒有在街上隨意拘捕，只是清除路上雜物及驅趕圍觀人士，又指兩名警員證供「有一些枝節上的分歧」，但不足以左右定罪的裁決，最終駁回申請，維持原判。[100]
- 1名28歲救護員被指在旺角彌敦道與亞皆老街交界暴動和襲擊內地男子，他早前承認暴動罪，有意圖而傷人罪則存檔法庭。到2022年12月12日判刑當日，區域法院暫委法官梁嘉琪指被告雖然是救護員，但其行為卻與其志向及工作理念相違背，被告不但沒有阻止他人施襲，更加入襲擊，令人驚訝，亦令人懷疑他對救援工作的熱愛。而辯方指被告家人早前已悉數賠償事主 5330 元的醫藥費。最後判被告監禁2年4個月。[101]
- 1名36歲司機被控在旺角花園街一帶參與非法集結；並管有一個打火機、一塊布和一個含有主要為環己烷和甲基環己烷的有機混合物。同案2 人（36歲廚師和25歲核數師）面對一項非法集結罪。原審裁判官莫子聰早前裁決時，拒絕接納林辯稱攜帶天拿水及布條以清潔玻璃的說法，認為他砌詞狡辯，又接納包抄林的總督察及警員口供，裁定他兩罪罪成。至於另外兩名罪脫被告，原審官指慮拘捕警員的證供後，認為不能穩妥接納有關證供，故裁定他們罪名不成立。原審於 2022 年 12 月判36歲司機監禁1年，並拒絕他申請保釋等候上訴。他不服定罪提上訴，案件在2023年5月24日於高等法院審理，法官張慧玲聽畢雙方陳詞後擇日頒下判決。上訴方質疑現場總督察與警員證供有出入，而且在庭上披露更多書面供詞沒有列出的追捕細節。律政司反駁指上訴方如以「顯微鏡」審視證供，要求警員以「慢鏡重播」描述追捕上訴人的情況，屬不切實際。而現場環境緊急混亂，總督察「唔係超人」，難以一字不漏說出現場情況。律政司又指，案發時現場一片混亂，上訴人攜帶天拿水到場屬自招嫌疑，本案有壓倒性的證據，讓原審推論他打算供人使用或自己使用，以摧毀財產。[102]